# NEVER SURRENDER
「NEVER SURRENDER」（ネヴァーサレンダー）は、水樹奈々の38枚目のシングル。

## 収録曲
1. NEVER SURRENDER
  - 劇場版アニメ『魔法少女リリカルなのは Detonation』主題歌
  - 作詞：水樹奈々 / 作曲・編曲：加藤裕介
2. GET BACK
  - 劇場版アニメ『魔法少女リリカルなのは Detonation』挿入歌
  - 作詞：矢吹俊郎 / 作曲：HAMA-kgn / 編曲：EFFY
3. サーチライト
  - 映画『ふたつの昨日と僕の未来』主題歌
  - 作詞：水樹奈々・藤森真一（藍坊主） / 作曲：藤森真一（藍坊主） / 編曲：藤間仁（Elements Garden）
4. 嘆きの華
  - テレビアニメ『軒轅剣 蒼き曜』オープニングテーマ
  - 作詞：岩里祐穂 / 作曲・編曲：吉木絵里子・華原大輔 / 弦編曲：前嶋康明